# Ceracia africana
Ceracia africana är en tvåvingeart som först beskrevs av Louis-Paul Mesnil 1959.  Ceracia africana ingår i släktet Ceracia och familjen parasitflugor. Inga underarter finns listade i Catalogue of Life.